# 한국어식 영어
한국어식 영어(韓國語式 英語) 또는 콩글리시(Konglish = Korean + English)는 한국의 영어 어휘 중에서 한국어의 기준을 적용하였거나 영어 문장을 표현할 때 한국어의 문법적인 것들이 사용되어 원어민이 알아들을 수 없는 것을 말한다.
또한 한국어식 영어는 원의와 다르게 영어 표현을 차용하거나( 예시 (자동차) 핸들, 파이팅  ), 표현 중 일부를 생략하거나 일부만 차용( 예시 에어컨, 멘트  ), 비영어권의 조어( 예시 핸드폰  )처럼 원어민에게 익숙지 않은 영어가 콩글리시이다. 한국어식 영어 표현 중에서, 한국어의 바른 표현인 것도 있고 그렇지 않은 것도 있다.

## 발생 원인
영어는 세계에서 통용되는 국제어로서 거의 모든 국가에 언어상 영향을 미치고 있으며, 영어 자신도 수많은 외래어를 차용해 성장한 언어이기도 해서 영어 확산은 이질인 언어와의 접촉을 이용해 필연으로 지역 변종과 외래어를 빌려올 때 흔히 발생하는 의미 변화를 일으키며, 콩글리시도 꾸준히 언어 접촉이 누적된  결과다.
단어 차원에서 콩글리시 발생 원인은 낱말을 빌려올 때, 뜻의 일부만을 빌려오게 된다는 점이다. 모르는 길을 알려주는 구실을 하는 기계를 뜻하는 내비게이션은 영어에서는 항해나 항공 등 어딘가 두루 다니는 것을 가리키나 그러한 뜻은 이미 그것에 해당하는 한국어 단어가 있기에 ‘자동차에 부착된 안내 기계 일종’이란 제한된 의미만이 들어오게 된다.

## 기원
20세기 초에 영어의 많은 어휘가 일본을 통해 들어왔다. 그중에 단어 기원이 영어인 것이 콩글리시의 많은 부분을 차지한다. 이 시기에 들어온 말은 일본어식 영어 표현 발상이나 발음을 그대로 차용했다.
이후 발생한 단어는 영어 단어를 한국식 조어법으로 서로 결합하거나 본래 영어 의미와 다른 의미가 사용되거나 확장·축소되어 생성된 것이 많다. 그 외에 영어 형태소와 한국어 형태소가 합성어를 이루기도 한다. 긴 단어를 한국인이 사용하기 편하게 줄이기도 하는데 이런 준말 중에서 영어권 사람들에게 낯선 것도 한국어식 영어이다.
한편, 무역과 광고 발달로 말미암아 특정한 회사의 상품명이 보통명사가 되는 때도 있다. 이때 상품의 보통명사는 잘 알려지지 않았지만, 특정한 회사의 상품명이 널리 알려져 그 특정한 회사의 상품명이 다른 회사의 상품을 지칭할 때에도 사용된다.
조금 더 확장된 의미로 단어나 짧은 구의 수준에서 벗어나 한국어의 습관이 영향을 끼쳐서 영어를 한국어 문법식으로 적용하여 구사하는 것을 한국어식 영어라고 하기도 한다.

## 한국어식 영어 종류

### 단어나 짧은 구 수준

#### 비유럽 언어를 거쳐서 온 말
긴 단어를 줄여 쓰거나 줄여서 이어 붙이거나 다른 조어 방법을 이용해 만들어진 단어다. 주로 일본어식 영어를 그대로 따라 쓴 말이다. 넘어오는 과정에서 원의와 다른 뜻이 생기거나 되기도 하고 원의 일부가 사용되기도 한다.
- 리모컨 - 영어권에서는 "remo"te "con"trol이라고 하는데 이것을 일본에서 일본어: リモコン 리모콘[*]이라 부르자 한국에서 그대로 따라 써서 비롯된 말이다. 영어권에서 "remote" 로 줄여서 사용되는 때도 있다.
- 미니 앨범 - 영어권에서는 "extended play"라고 한다. 한편, 일본어로는 '일본어: ミニ・アルバム', 인도네시아어로는 '인도네시아어: album mini'로 표기한다.
- 미싱 - 영어권에서는 "sewing machine"이라고 한다. 일본에서 sewing machine에서 machine을 일본어: ミシン mishin 미신/미싱[*]이라고 부른 데에서 비롯되었다. 한국어는 재봉틀이다.
- 아파트 - 'apartment'를 줄인 일본어 일본어: アパート apāto 아파토[*]를 그대로 받아 쓰는 말이다. 현재 표준어이다. 미국에서 말하는 'apartment'는 한국에서 사용하는 의미와 달리 개인이 소유한 집이 아닌, '임대용 공공주택'을 뜻한다. 한국처럼 소유하는 공공주택은 '콘더미니엄'(condominium) 또는 '콘더'(condo)라고 한다. 일본어 'アパート'도 한국어와 의미가 다르다. 일본에서 일본어: アパート는 서민용 연립주택을 가리키고 한국식 아파트는 맨션(일본어: マンション manshon 만숀[*] ← mansion)이라고 부른다. 한때 대한민국에서도 일반 아파트 단지를 맨션이라 부른 적이 있으나 현재는 그런 어법은 사라졌다. 현재 맨션은 연립주택에 사용한다.
- 와이셔츠: 영어권에서는 그냥 shirts나 dress shirts라고 한다. 일본에서 white shirts'라는 말을 줄여서 일본어: ワイシャツ waishatsu 와이샤쓰[*]라고 부른 데에서 유래되었다. 현재 '와이셔츠'는 표준어로 되었다.
- 오토바이 - 영어권에서는 "motorcycle"이나 "motorbike"라고 하며, 일본에서 "auto"와 "bicycle"을 합성한 뒤 줄여 쓴 일본어: オートバイ Ōtobai 오토바이[*]를 그대로 받아 쓰는 말이다. 현재 표준국어대사전에 수록된 표준어이고 한국 내에서 흔하게 쓰이는 단어이다. 국내 모터사이클 동호인 사이에서는 일본어식 영어라는 이유로 영어에 해당하는 모터사이클(motorcycle)이나 모터바이크(motorbike), 바이크(bike)라는 말을 주로 사용하며, 현대 일본어에서도 바이크(일본어: バイク 바이크[*])라고 부르기도 한다.
- 커닝 - 영어 cunning에서 온 말. 컨닝이라 말하는 때도 잦으나 발음이 /ˈkʌnɪŋ/이므로(영어에서는 자음 철자가 이중이어도 2번 발음하지 않는다), 외래어 표기법에 따라 적으면, '커닝'이라서 표준어로는 '커닝'이 채택됐는데 영어 cunning은 '교활(한)' 혹은 '정교(한)'이라는 뜻인데 일본어식 영어 일본어: カンニング을 그대로 따라 썼다. 한국어식 영어 '커닝'에 해당하는 말은 영어권에서는 cheating인데 cheating은 한국 '커닝' 이외에 더 넓은 뜻을 포함한다.
- 피규어 - 영어 figure에서 온 말. figure를 일본에서는 일본어: フィギュア figyua 휘규아[*]라고 부르는데 정교하게 표현된 인체 모형이나 이것을 수집하는 문화가 일본을 통해 한국에 소개되면서 이 일본어식의 변형된 발음을 영어 원발음으로 착각하여 잘못 일컬은 것이다. 영어권에서 "figure"의 발음은 "피겨" /ˈfiɡjər/이지 "피규어"가 아니며, 대한민국의 외래어 표기법에서도 피규어라는 표기는 인정하지 않는다. 영어권에서는 "figurine"이라고도 표기한다.
- 핸들 - 본래 handle이라는 말은 다양한 손잡이를 뜻하는 영어단어이나 자동차의 운전대를 의미할 때에는 "steering wheel"이라고 한다. 이것도 일본어식 영어를 그대로 따라 쓴 말인데 일본어에서는 일본어: ハンドル handoru 한도루[*]라고 한다.
- 백미러 - 후사경의 영어로 쓰고 있으나 일본식 합성어(バックミラー, back + mirror)로 알고 있다. 실ㅈ 미국에서는 rear view mirror 또는 rear vision mirror라 한다.
- 룸미러 - 우리 나라에서는 차내 후사경을 말하지만 영어권에서는 실내에서 사용하는 거울을 의미한다.

### 영국식/미국식 영어가 아닌 말
영어이기는 하지만 영국식 혹은 미국식 영어가 아니라고 해서 잘못된 표현으로 여긴다.
- 핸드폰(간단히 핸디(handy)): 독일, 싱가포르 등에서 널리 쓰이는 표현이다. 영어권에서는 cellular phone 또는 cell phone 또는 mobile phone이라고 하며, 사용하지 않지만 핸드폰이라고 해도 이해한다. cell phone이라는 잘 와 닿지 않는 표현보다 hand phone이 더 와 닿는다고 하는 사람들도 있다. 문법에 크게 신경 쓰는 사람들은 '핸드폰'이라는 단어를 쓰려면 차라리 핸디폰(handy phone)이라고 해야 한다고 하지만, 이는 영어권에서 전혀 쓰이지 않는다.
- 탤런트(talent) : 대한민국에서 배우를 가리키는 말로 널리 쓰이는데 영어권에서는 '재능' 또는 '소질'의 뜻이며 텔레비전 배우의 의미로는 전혀 쓰이지 않는다. 영어권에서 텔레비전 배우는 TV actor 또는 TV star라고 한다.

### 특정 회사의 상품명이 보통 명사가 된 경우
- 호치키스(Hotchkiss): 스테이플러를 의미하는데 상표에서 온 말이다.
- 봉고(Bongo): 기아자동차의 봉고에서 왔다.[1] 봉고는 아프리카에서 유래한 손으로 치는 북이다. 대한민국에서는 승합차를 의미한다. 현재 기아는 승합형 봉고를 생산하지 않는다.
- 지프(Jeep): SUV 전문 회사명인 지프의 이름에서 온 말이다.
- 클랙슨, 클락션(Klaxon): 자동차의 경적을 의미한다. 1930년대 미국 경적제조회사의 상표이다. 미국 영어로는 horn이라고 한다.
- 바바리 코트(Burberry coat): 주로 봄과 가을에 입는 코트로, 영국의 버버리 회사의 제품 이름에서 유래한다.[2] 영어로는 trench coat라고 한다.
- 포크레인(Poclain) : 대한민국에 최초 도입된 굴삭기의 프랑스 기업 이름에서 유래했다. 영어로는 excavator라 부른다.
- MR(Music Recorded): 노래에서 보컬을 제외한 반주를 일컫는 말로, TJ미디어의 반주기 상표 이름에서 온 말이다. 영어권에서는 "instrumental"로 칭하며, 한국에서도 음반에는 대개 inst., instrumental로 표기한다. 한편, 일본에서는 "off vocal"이라는 표기를 사용하기도 한다.
- 콜라: 원래는 코카콜라 컴퍼니만 사용하는 용어였다. 동양에서 말하는 콜라는 원래 라틴 계열의 언어로 cocon이나 coca, 영어로 coke이며, 코카콜라의 "코카"는 콜라나무의 열매 "coca"이다.

- 맨투맨

### 한국에서 발생한 단어
다른 영어권 국가에는 없는 한국만의 사회적 현상이나 사물, 행위를 나타내는데 영어 단어나 어근을 조합하여 탄생한 한국제 영어 단어가 있다. 단어를 이용하기도 하고, 영어 어근의 일부가 접사파생형식으로 한국어 단어와 결합하기도 한다. 이는 일본어식 영어와 유사한 양상을 보이는 경우도 있다. 근래 새로운 현상을 일컫는 용어를 한국어보다 영어로 조어하는 현상이 나타나 증가하는 추세다.
- 개그맨(Gagman)/개그우먼(Gagwoman): 희극 배우를 일컫는 말로 영어권에는 없는 표현이다. 1990년대까지도 코미디언이라고 칭했으나 현재 희극배우는 개그맨이나 우먼으로 바뀌었다. 전유성이 방송에서 처음 사용한 것으로 알려졌으며[4], 영어권에서는 "Comedian"이라고 표기한다.
- 디카(Digital Camera): 디지털 카메라의 준말로 영어권에 없는 준말이다. 영어권에서는 "digicam", 일본에서는 "데지카메(일본어: デジカメ)"라는 준말을 쓴다.
- 랜덤박스: 비디오 게임에서 다른 아이템을 무작위로 받을 수 있는 가상의 소모성 아이템이다. 영어권에서는 ‘loot box’라고 한다.
- 셀프카메라(Self Camera): 사진기(카메라)로 자기 자신의 모습을 직접 찍은 행위 및 그러한 행위로 찍은 사진을 뜻하는 말로 영어권에서는 self shot 또는 selfie 라고 줄여 쓴다. 셀프와 카메라에서 앞글자에서 한 자씩 딴 셀카라는 줄임말도 널리 퍼져 있다.
- 오피스텔(Office+Hotel): 일하는 사무실에 숙식을 겸하는 주거형태이다. 최근 이러한 사례를 따라 고시텔, 원룸텔 등의 신조어도 등장했다.
- 원룸(One Room): 주로 젊은 사람이나 독신자를 대상으로 하는 방 하나짜리 주거형태를 일컫는다. 방이 하나라 원룸이라는 말이 등장한 것으로 보이나, 영어권에서 이러한 주거형태는 "studio apartment" 또는 줄여서 "studio" 라고 한다.
- 웹툰(Web+Cartoon): 한국풍 웹 만화를 일컫는 말로, ‘comic’과 ‘cartoon’의 혼동으로 만들어진 말이다. 영어권에서는 ‘web comic’이라고 한다.
- 포켓볼(Pocket ball): 포켓 당구를 일컫는 말로, 영어권에서는 ‘pocket billiards’ 또는 ‘pool’이라고 한다.
- 키덜트(kidult) : 대한민국에서 '어른이'뜻하는 말로 어린 시절 문화나 정서, 분위기 등을 지향하는 사람을 뜻하는 말이다. 'kid'와 'adult'결합이지만 실제 영어권에서는 사용하지 않는 단어다. 영어로는 이와 같은 의미로 신조어 '애덜테슨트'(adultescent)가 있다. 이는 십대나 청소년을 일컫는 'aldolescent' 앞에 어른을 뜻하는 'adult'를 붙여 신조어로 등장했다.

### 한국어식의 영어 표현
한국어 문법에 익숙한 한국 사람들이 범하는 영어 문법적인 실수를 한국어식 영어의 범주에 넣기도 한다. 혹은 문화적인 차이로 인하여 이런 현상이 나타나기도 하는데 이것도 한국어식 영어의 범주에 넣을 수 있다.

#### 능동태와 수동태의 혼동
영어의 타동사에 대응되는 한국어의 단어가 형용사인 경우 능동태와 수동태(=피동태)를 혼동하여 쓰는 예가 많다. 한국어에서는 수동태보다 능동태가 더 많이 쓰이기 때문이다.
- '너 심심하니?': Are you bored?라고 써야 하지만 Are you boring?이라고 잘못 사용하는 등의 예가 흔히 있다. '심심하다'는 형용사이고 bore는 타동사이기 때문에 이런 실수를 많이 한다.

이 밖에, 한국어에서 수동태가 되는 동사가 영어에서는 능동태가 되는 경우도 많다.
- ‘보이다’와 ‘들리다’의 경우, 영어에서는 It looks, It sounds의 능동태가 된다.

#### 전치사의 잘못된 사용
영어의 전치사는 한국어의 조사와 1:1 대응 관계를 가지지 않기 때문에 이런 실수를 하는 경우가 많다. 또, 한국어의 자동사와 영어의 타동사를 대응시켜 이런 실수를 하는 경우도 있다.
- '누구와 결혼하다': 타동사인 marry를 자동사인 '결혼하다'와 같이 생각하여 marry with라고 잘못 사용하기도 한다.

#### 문화의 차이
- 간혹 문화의 차이로 인하여, 혹은 관용어구나 속담 등의 차이로 인하여 다른 의미의 문장을 사용하는 경우가 많다.
  - Have you eaten?을 '밥 먹었니?'와 같은 인사말로 사용한다면 이것은 이런 이유의 한국어식 영어 사용이다.

- 이 밖에도, 부정 의문문으로 물었을 때 yes와 no를 혼동하여 대답하는 실수를 하기도 한다. 의문문의 형태를 사용하지 않고 평서 부정문의 형태로 물었을 때, 혹은 상대가 다시 확인하며 No?라고 물었을 때, 이런 실수가 더 많아지기도 한다.
  - Do you mind if I have your cookie please? (아주 광범위하게 번역한다면 "제게 쿠키를 주신다면 폐를 끼치겠습니까?") 라고 물었을 때 yes는 폐를 끼치니 쿠키를 줄 수 없다는 뜻이고 no는 괜찮으니 쿠키를 가지라는 뜻이다.

## 한국어식 영어로 착각하기 쉬운 것들
한국어식 영어 즉, 콩글리시는 한국어와 영어의 혼합인데 영어 이외 유럽어와의 혼합을 흔히 한국어식 영어로 착각하기도 하며, 외래어 표기법에 따라 한국어와 잘 어울리게 변형된 외래어도 한국식 발음이나 강세를 사용하여 원어민이 알아들을 수 없는 경우에도 콩글리시라고 부르는 경우가 있다.

### 영어 이외의 유럽어에서 온 말
영어 이외의 유럽어에서 온 말들이 한국어식 영어로 잘못 인식되는 경우가 있다. 이는 해당 언어와도 다른 의미로 쓰이는, 일종의 한국어식 해당 언어라 볼 수 있다.
- 미라: 썩지 않게 보존해 놓은 시체를 의미하는 말로, 과거에 이를 만들 때 쓰던 몰약을 뜻하는 포르투갈어 ‘mirra’에서 온 말이며, 이에 해당하는 영어 단어는 ‘myrrh’이다. 한국어로 미라라 부르는 것을 포르투갈어와 영어로는 각각 ‘múmia’와 ‘mummy’로 부른다.
- 스포이트: 작은 양의 액체를 옮기는 데에 쓰는 실험 도구를 의미하는 말로, 주사기를 뜻하는 네덜란드어 ‘spuit’에서 온 말이다. 한국어로 스포이트라고 부르는 것을 영어로는 ‘pipette’로 부른다.
- 아르바이트: 일, 특히 정규직 노동이라는 뜻의 독일어 ‘Arbeit’라는 단어에서 왔는데, 한국에서는 시간제로 일하는 것을 의미한다. 영어로는 ‘part-time job’이다. 최근 이를 ‘알바’로 줄여 부르는 현상도 있다.
- 프로(%): ‘percent’의 뜻을 가진 용어의 네덜란드어는 프로센트(procent)인데, 이 말을 축약형으로 사용해서 프로가 되었다고 한다.
- 호프집: ‘생맥주 마시는 술집’을 의미하는 호프는 독일어 ‘Hof’에서 왔는데, 본디 뜻은 ‘마당’, ‘뜰’이며, 농장은 원래 뜻이 아니라 독어에서도 2차적인 뜻이다.

### 외래어
이 단어들은 한국어에서 올바른 표현이고, 영어 단어와 거의 같은 뜻으로 쓰이지만 원어민들은 쉽게 이해하기 힘든 단어들이다. 콩글리시라는 것이 주로 잘못 알려진 표현을 일컫는 경우가 많으므로, 한국식 영어 표현이라기보다는 ‘외래어’다.
- 아파트(apart): apartment에서 ment를 뺀 말이다.
- 텔레비전(티비): television 및 그 약어 TV에서 온 말로 v 발음이 b와 비슷한 발음으로 바뀌고, 강세가 한국어식으로 바뀌어서 사용된다. 과거에 티브이라고 불렀던 이유도 v발음을 b와 구분하기 위해 사용된 표현이다.

## 같이 보기
- 재플리시
- 스팽글리시
- 싱글리시